# Herrnsaal
Herrnsaal ist ein seit 1978 eingemeindeter Teil der Kreisstadt Kelheim im gleichnamigen Landkreis in Niederbayern. Es liegt etwa sieben Kilometer östlich der Kernstadt an der nördlichen Seite der Donau und hat 248 Einwohner.

## Geschichte
Die ältesten Nachweise über eine Besiedlung bilden jungsteinzeitliche Funde. Im Gebiet um Herrnsaal haben sich somit schon vor fast 6000 Jahren Menschen niedergelassen. Im 12. Jahrhundert wurde in Herrnsaal ein Schergenamt errichtet. Über Jahrhunderte war der Ort Gerichtssitz.
Bis zur Gebietsreform 1978 war der Ort eine selbstständige Gemeinde. Seit der Eingemeindung ist Herrnsaal ein Ortsteil von Kelheim. 2013 wurde angekündigt, das Feuerwehrhaus werde zu einem Gemeindehaus mit Bürgersaal umgebaut.

## Wirtschaft
Das Dorf ist stark landwirtschaftlich geprägt. Außerdem spielt die Sand- und Kiesverarbeitung eine wirtschaftliche Rolle.

## Sehenswürdigkeiten
- Neobarocke St.-Benno-Kirche, erbaut 1723/1736/1881, mit Brüstungs-Orgel (1866, 5 Register) von Johann Anton Breil (1821–1892)[2][3]
- Ehemaliger Gutshof in der Stiftsstraße: Vierseitanlage mit zweigeschossigem Wohnstallhaus aus dem 18. Jahrhundert.[4]